# Розинский, Василий Фёдорович
Василий Федорович Розинский (7 ноября 1837 — 9 июня 1907) — русский архитектор.
Окончил Академию Художеств в 1860 году, получив звание неклассного художника за проект берейторской школы.
Работал преимущественно в Санкт-Петербурге, где построил значительное количество доходных домов.
Похоронен на Митрофаньевском лютеранском кладбище.

## Проекты
- Улица Марата, д.№ 74 — доходный дом. 1867—1868.
- Троицкий проспект, д.№ 12 — доходный дом. 1874.
- Гражданская улица, д.№ 27/Вознесенский проспект, д.№ 30 — доходный дом. 1875.
- 4-я Красноармейская улица, д.№ 3 — доходный дом. Расширение. 1875. (Перестроен по проекту Н. В. Никитина в 1914 г.).
- 11-я Красноармейская улица, д.№ 7 — доходный дом. 1877, 1880.
- Подольская улица, д.№ 39/Малодетскосельский проспект, д.№ 14, левая часть — доходный дом. 1879. (Расширен).
- 11-я Красноармейская улица, д.№ 8 — доходный дом. 1879.
- Набережная реки Фонтанки, д.№ 135 — доходный дом. 1879—1880.
- 12-я Красноармейская улица, д.№ 8 — доходный дом. 1880—1881.
- Социалистическая улица, д.№ 3 — доходный дом. 1881.
- Малодетскосельский проспект, д.№ 8/Верейская улица, д.№ 42 — доходный дом. 1881. (Надстроен).
- Малодетскосельский проспект, д.№ 12/Подольская улица, д.№ 40 — доходный дом. 1881.
- Улица Ленина, д.№ 24 — доходный дом. 1881. Начат А. Е. Соколовым. (Надстроен).
- 13-я линия, д.№ 28 — доходный дом В. Ф. Розинского. 1881—1882. Включен существовавший дом.
- Малый проспект Васильевского острова, д.№ 11/4-я линия, д.№ 57 — особняк Л. П. Семеновой. Надстройка и расширение. 1882. (Включен в существующее здание).
- Переулок Джамбула, д.№ 5 — доходный дом. 1887.
- Набережная реки Пряжки, д.№ 54 — доходный дом. Расширение. 1889.
- Улица Декабристов, д.№ 56 — доходный дом. 1891. Включен существовавший дом. (Надстроен).
- Рижский проспект, д.№ 28/переулок Лодыгина, д.№ 1 — доходный дом. 1892.
- 12-я Красноармейская улица, д.№ 10 — доходный дом. 1892—1893.
- Серпуховская улица, д.№ 44-46, правая часть — доходный дом. 1894. (Надстроен).
- Улица Пасторова, д.№ 1, левая часть — доходный дом. 1894.
- Улица Куйбышева, д.№ 7 — доходный дом. 1896—1897. (Надстроен).
- 23-я линия, д.№ 20 — доходный дом. Расширение. 1897. (Включен в существующее здание).
- 13-я линия, д.№ 62 — доходный дом. 1898. (Надстроен).
- Улица Писарева, д.№ 14 — доходный дом. 1898.
- 14-я линия, д.№ 3 -Иностранный переулок, д.№ 3 — доходный дом. 1898.
- Дровяной переулок, д.№ 3 — доходный дом. 1898.
- Набережная реки Пряжки, д.№ 66 — доходный дом. 1898.
- Большой проспект Васильевского острова, д.№ 96, правая часть — доходный дом. 1898. (Включен в существующее здание).
- 4-я линия, д.№ 17 — доходный дом. 1898—1899.
- 12-я Красноармейская улица, д.№ 24 — доходный дом. 1899.
- 7-я Советская улица, д.№ 40 — доходный дом. 1899. (Надстроен).
- Улица Декабристов, д.№ 52/Мастерская улица, д.№ 2 — доходный дом. 1899.
- Набережная реки Фонтанки, д.№ 151/Лермонтовский проспект, д.№ 30, правая часть — доходный дом. Надстройка. 1899.
- Лиговский проспект, д.№ 263/Боровая улица, д.№ 116, левая часть — доходный дом. 1899.
- Конная улица, д.№ 28 — доходный дом. Перестройка. 1899.
- Переулок Каховского, д.№ 10 — доходный дом. 1899—1900. (Перестроен).
- Переулок Каховского, д.№ 7 — доходный дом. 1900-е. (Надстроен).
- Набережная реки Пряжки, д.№ 46 — доходный дом. 1900.
- Садовая улица, д.№ 93/Канонерская улица, д.№ 14 — доходный дом. 1900.
- Тамбовская улица, д.№ 20 — доходный дом. 1900.
- Коломенская улица, д.№ 25 — доходный дом. 1901.
- Витебская улица, д.№ 21 — доходный дом. 1901.
- Нарвский проспект, д.№ 25 — доходный дом. 1901—1903.
- Кирилловская улица, д.№ 14 — доходный дом. 1902.
- Улица Глеба Успенского, д.№ 3 — доходный дом. 1902.
- Загородный проспект, д.№ 4 — доходный дом. 1902. Включен существовавший дом.
- Курляндская улица, д.№ 8/улица Циолковского, д.№ 8 — доходный дом. 1902. Включен существовавший дом.
- Рижский проспект, д.№ 8 — доходный дом. Перестройка. 1902.
- Подольская улица, д.№ 7 — доходный дом. 1902.
- Садовая улица, д.№ 105/Английский проспект, д.№ 41/Канонерская улица, д.№ 26 — доходный дом. 1903. Включен существовавший дом. (Частично надстроен).
- 10-я линия, д.№ 23 — доходный дом. 1903.
- Греческий проспект, д.№ 27/8-я Советская улица, д.№ 2 — доходный дом. 1903.
- Набережная реки Пряжки, д.№ 56 — доходный дом. 1903.
- 8-я Красноармейская улица, д.№ 19 — доходный дом. 1904.
- 11-я Красноармейская улица, д.№ 22 — доходный дом. 1904.
- Нарвский проспект, д.№ 23/Бумажная улица, д.№ 2 — доходный дом. 1904.
- Витебская улица, д.№ 29 — доходный дом. 1905.
- Можайская улица, д.№ 28 — доходный дом. 1906.
- 11-я Красноармейская улица, д.№ 10 — доходный дом. 1907.